# 莫里斯·布尔热斯-莫努里

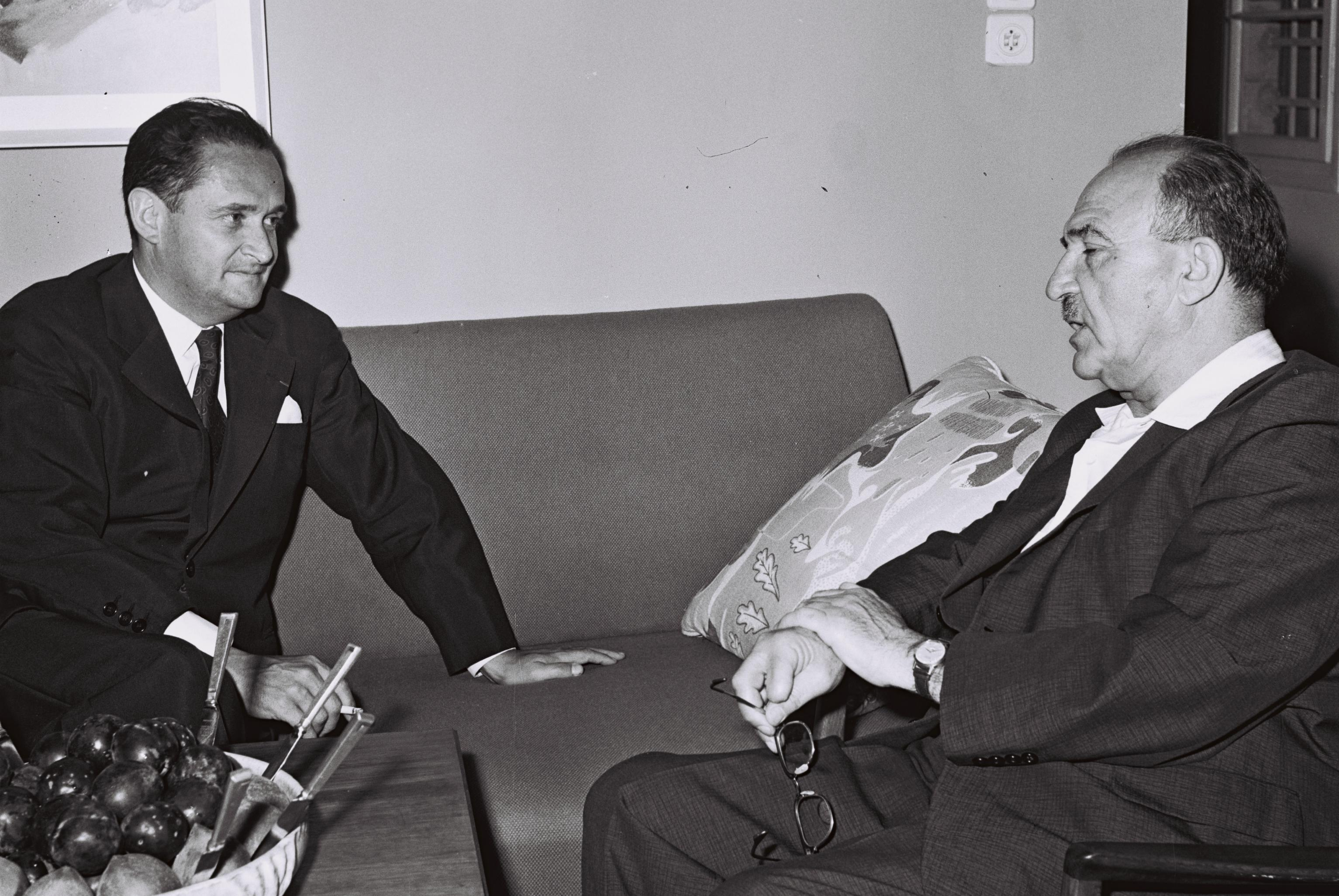
莫里斯·布尔热斯-莫努里 (左)在1958年访问以色列期间会见以色列财政部长列维·艾希科尔

莫里斯·让·马里·布尔热斯-莫努里（法語：Maurice Jean Marie Bourgès-Maunoury，法語發音：[moʁis buʁʒɛs monuʁi]；1914年8月19日—1993年2月10日），法国激进党政治家，1957年6月－11月任第四共和国总理。在其任内，法国议会批准了罗马条约。
他在苏伊士运河危机中作为法国部长表现卓越。

## 布尔热斯-莫努里内阁，1957年6月13日－11月6日
- 莫里斯·布尔热斯-莫努里 – 部长会议主席（总理）
- 克里斯蒂安·皮诺（Christian Pineau） – 外交部长
- 安德烈·莫里斯（André Morice） – 国防和武装部队部长
- 让·吉尔贝-朱尔（Jean Gilbert-Jules） – 内政部长
- 费利克斯·加亚尔 – 财政和经济事务部长
- 爱德华·科尼利翁-莫利尼耶（Édouard Corniglion-Molinier） – 司法部长
- 勒内·比耶尔（René Billères） – 国家教育、青年和体育部长
- 安德烈·杜兰（André Dulin） – 退伍军人和战争受害者部长
- 热拉尔·雅克（Gérard Jaquet） – 法国海外部长
- 爱德华·邦内福（Édouard Bonnefous） – 公共工程、交通和旅游部长
- 阿尔贝·加齐耶（Albert Gazier） – 社会事务部长
- 马克斯·勒热纳（Max Lejeune） – 撒哈拉部长
- 费利克斯·乌弗埃-博瓦尼（Félix Houphouët-Boigny） – 国务部长